# Collado de Contreras
Collado de Contreras település Spanyolországban, Ávila tartományban.  Lakosainak száma 145 fő (2024).

## Népesség
A település népessége az utóbbi években az alábbiak szerint változott:
| Lakosok száma | 269  | 253  | 246  | 220  | 234  | 203  | 183  | 168  | 158  | 145  |
|               | 2001 | 2004 | 2006 | 2009 | 2011 | 2014 | 2016 | 2019 | 2021 | 2024 |